# 8. siječnja
8. siječnja (8. 1.) 8. je dan godine po gregorijanskom kalendaru.
Do kraja godine ima još 357 dana (358 u prijestupnoj godini).

## Događaji
- 1679. – Robert Cavelier Sieur de la Salle otkrio slapove Niagare.
- 1867. – Afroamerikancima zabranjeno glasovanje u Washingtonu.
- 1918. – Američki predsjednik Woodrow Wilson objavio je svojih 14 točaka kojima su predložena načela međunarodnih odnosa nakon Prvog svjetskog rata, te osnivanje Lige naroda
- 1959. – General Charles de Gaulle postaje prvim predsjednikom Francuske pete republike
- 1959. – Fidel Castro trijumfalno ulazi u Havanu i postaje novi kubanski vođa
- 1991. – Otkrivena je provala Srbije u jugoslavenski novčani sustav, kad se u javnosti saznalo da je Narodna banka Jugoslavije iz primarne emisije izravno uzela 18 milijardi i 243 milijuna dinara (1,4 milijarde dolara)

| - 1589. – Ivan Gundulić, hrvatski pjesnik književnik († 1638.) - 1859. – Fanny Bullock Workman, amerčka goegrafkinja, kartografkinja i istraživačica († 1925.) - 1872. – Nikolaj Panin, ruski klizač († 1956.) - 1934. – Žarko Prebil, hrvatski baletni umjetnik i pedagog († 2016.) - 1935. – Elvis Presley, američki pjevač († 1977.) - 1936. – Zdeněk Mácal, češki dirigent - 1942. – Stephen Hawking, britanski znanstvenik - 1947. – David Bowie, britanski glazbenik - 1967. – R. Kelly, američki glazbenik - 1972. – Boško Grubić, hrvatski redatelj, producent, pjevač i skladatelj - 1974. – Hrvoje Klobučar, hrvatski glumac - 1979. – Stipe Pletikosa, hrvatski nogometaš - 1982. – Gaby Hoffmann, američka glumica - Kim Jong-un, vođa Sjeverne Koreje - 1986. – David Silva, španjolski nogometaš | - 1324. – Marco Polo, mletački trgovac (* 1254.) - 1337. – Giotto di Bondone, talijanski slikar - 1642. – Galileo Galilej, talijanski znanstvenik - 1713. – Arcangelo Corelli, talijanski skladatelj i violinist (* 1653.) - 1878. – Nikolaj Nekrasov, ruski pjesnik (* 1821.) - 1879. – Ferdo Livadić, hrvatski skladatelj (* 1799.) - 1896. – Paul Verlaine, francuski književnik (* 1844.) - 1941. – Robert Baden Powell, osnivač svjetskog izviđačkog (skautskog) pokreta (* 1857.) - 1996. – François Mitterrand, francuski predsjednik (* 1916.) - 1997. – Stanislav Pavlić, hrvatski političar (* 1939.) - 2007. – Iwao Takamoto, japansko-američki animator, TV producent i filmski redatelj (* 1925.) - Yvonne De Carlo, kanadsko-američka glumica (* 1922.) - 2016. – George Martin, britanski glazbeni producent, aranžer i skladatelj (* 1950.) - 2020. - Edd Byrnes, američki glumac (* 30. srpnja 1932.) - Buck Henry, američki glumac, scenarist i TV producent (* 9. prosinca 1930.) - 2023. – Martin Semenčić, hrvatski dizajner zvuka i filmski montažer (* 1980.) |

## Blagdani i spomendani
- Dan sv. Severina iz Norika
- Gospa od brze pomoći

## Imendani
- Severin
- Teofil
- Bogoljub
- Apolinar